# إدسون بورغز
إدسون بورغز (بالبرتغالية: Edson Borges‏) هو لاعب كرة قدم برازيلي، ولد في 20 يناير 1985 في Gaspar, Santa Catarina ‏ في البرازيل. لعب مع نادي جوفنتودي ونادي سانتوس ونادي ساو كايتانو.

## وصلات خارجية
- إدسون بورغز على موقع قاعدة بيانات كرة القدم.إي يو (الإنجليزية)
- إدسون بورغز على موقع Soccerway.com (الإنجليزية)